# مظهر قنات

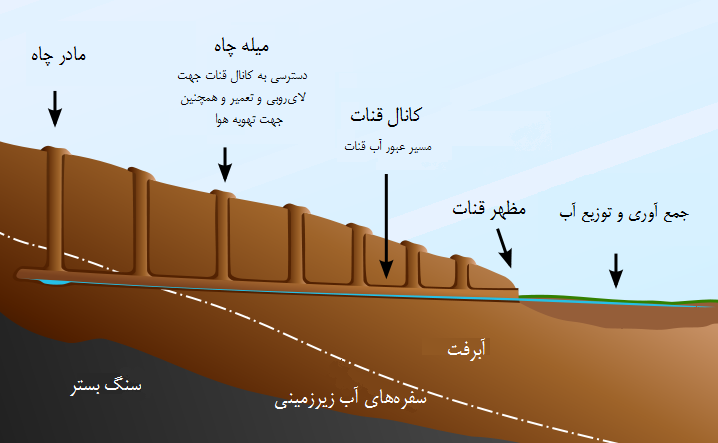
بخش‌های مختلف قنات

مظهر قنات به آغاز قنات یا دهانه قنات، گفته می‌شود. مظهر قنات جایی است که آب از دل قنات بیرون می‌آید و ظاهر می‌شود و می‌تواند برای آبیاری و دیگر مصارف مورد استفاده قرار بگیرد.در خراسان به مظهر قنات یا خروجی قنات، سَرِکریز یا دهن فره می گویند، قسمت انتهایی قنات، پیشکار قنات نامیده می‌شود که در آخرین قسمت آن، مادر چاه قنات قرار گرفته‌است. قسمت‌هایی از قنات که با حفر آنها هنوز آب بیرون نمی‌آید «خشکه کار» و قسمتی که آبدار است (قسمت انتهایی) قسمت «آبده قنات» نامیده می‌شود.
جهت احداث قنات در پای کوه‌ها و در دامنه‌های باشیب مناسب معمولاً از مظهر آن که همان سطح زمین خشک است، شروع و به مناطق آبده و مادرچاه، ختم می‌شود. در ابتدای کار دهانه قنات یا هرنج که خشک است و پس از آن اولین چاه‌ها یا میله‌ها، که این‌ها هم خشک هستند و در امتداد هم با فاصله‌های تقریبا مساوی حفر می‌شوند، به این قسمت‌ها در اصطلاح قسمت «خشکه کار» قنات گفته می‌شود. پس از این مراحل کار در سمت بالادست که همان قسمت‌های آبده قنات می‌باشند ادامه پیدا می‌کند.
به آن آب نما هم گفته می شود.